# VfL Rhede
Verein für Leibesübungen Rhede 1920 e.V. é uma agremiação esportiva alemã, fundada a 26 de abril de 1920, sediada em Rhede, na Renânia do Norte-Vestfália. Além do futebol, a associação mantém um departamento de tênis de mesa.

## História
Foi criado em 1920 como Sport- und Spielverein Rhede. A paixão pelo futebol em torno de Rhede era enorme na época. Já no ano da fundação, o clube tinha 64 membros ativos. 
Em 1938, ocorreu a fusão de dois clubes desportivos Spiel- und Sportverein e Turnverein Rhede de diferentes modalidades esportivas, tais como futebol, ginástica, atletismo e handebol foi oferecida.
A época de maior sucesso da equipe de futebol começou em 1970, quando o VfL Rhede foi sucessivamente promovido para a Landesliga (1976), a Verbandsliga Niederrhein (1978) e, finalmente, em 1982, sob a batuta do treinador Dieter Munnich, até chegar à terceira divisão alemã, a Oberliga Nordrhein. 
A temporada na Oberliga trouxe público aos jogos do Rhede. Conhecidos clubes tradicionais como SC Rot-Weiß Oberhausen-Rhld. 1904, 1. FC Bocholt, FC Viktoria Köln 1904, Schwarz-Weiß Essen e Wuppertaler SV Borussia trouxeram o entusiasmo de um grande público. A inesquecível presença de 8.000 visitantes na disputa local contra o 1. FC Bocholt ficou marcada. 
Após um ano de descenso e retorno seguido na temporada 1983/84, o VfL Rhede atuou quatro temporadas, 1984-1988, na Oberliga Nordrhein. Contudo, por conta de uma grave crise financeira, o clube viveu um período posterior bastante ruim que culminou com o rebaixamento. A equipe oscilou entre a Verbandsliga e a Landesliga. 
Na temporada 2008/09, o VfL Rhede conquistou a Landesliga e retornou à Niederrheinliga. Após duas temporadas seguintes, conquistou o título. Na temporada 2011/12 terminou em terceiro lugar e, assim, o VfL se classificou para a Oberliga Niederrhein.